# Rose City, Michigan
Rose City är en ort i Ogemaw County i Michigan. Vid 2020 års folkräkning hade Rose City 577 invånare.